# Муругов В'ячеслав Олександрович
В'ячеслав Олександрович Муругов (26 січня 1969 , Новосибірськ ) — російський медіаменеджер, продюсер, сценарист, актор і журналіст. Президент «НМГ Студії» (з 2019), заступник генерального директора Національної Медіа Групи з розважального мовлення (з 2019), генеральний директор медіахолдингу «СТС Медіа» і телеканалу СТС (з 2016) . Член ради Фонду кіно, член ради директорів Emmy International, член Академії російського телебачення і Спілки журналістів Росії, глава опікунської ради премії «Медіа-менеджер Росії». Володар медалі Medaille d'Honneur MIPTV 2017 за внесок у розвиток глобального телевізійного бізнесу.

## Біографія
Народився в 1969 році в Новосибірську. Батько — військовий. У 1986 році В'ячеслав закінчив Калінінське суворовське училище. У 1991 році закінчив факультет ракетно-артилерійського озброєння Пензенського вищого артилерійського інженерного училища за спеціальністю «інженер». В цьому ж році почав службу в армії — в місті Бересті. Через кілька місяців припинив існування СРСР, В'ячеслав прийняв присягу як офіцер білоруської армії.
З 1995 року — один з провідних сценаристів і епізодичних учасників Клубу веселих і кмітливих (команди: БДУ, Нові вірмени тощо).
У 1997 році звільнився з білоруської армії у званні капітана і переїхав до Москви, де почав роботу на російських телеканалах — ОРТ і РТР сценаристом. Автор телевізійних програм «Добрий вечір з Ігорем Угольниковим», «Ранкова пошта», «Пісня року», «Армійський магазин».
З 1999 по 2003 рік — продюсер розважальних програм телеканалу «Югра». Творець серіалів «Прискорена допомога», «FM і хлопці».
З 2003 по 2005 рік — продюсер розважальних програм і креативний продюсер телеканалу REN-TV (автор ідеї і співавтор серіалів «Афромосквич», «Солдати», «Студенти», «Туристи», автор спецпроєкту «Неблакитний вогник», продюсер і співавтор програми «Дорога передача», писав сценарії для анімаційного серіалу «Дятлоws»).
Восени 2004 року призначений головою Ради директорів реорганізованого продюсерського центру «Леан-М» Олега Осипова і Тимура Вайнштейна, до 2009 року був його співзасновником і креативним продюсером.
З 2005 по 2007 рік — директор Департаменту виробництва телевізійних серіалів, продюсер розважальних програм, сценарист телеканалу СТС. Прийшов на телеканал на запрошення його керівників — українських фахівців Олександра Роднянського і Олександра Цекало. З 2007 по 2008 рік — виконавчий продюсер телеканалу СТС.
У 2007 році присвоєно військове звання майора.
З осені 2008 року по 30 грудня 2014 року — генеральний продюсер медіахолдингу «СТС Медіа» і генеральний директор телеканалу СТС.
У 2009 році — виконуючий обов'язки генерального директора телеканалу ДТВ.
У 2015 році — радник генерального директора медіахолдингу «СТС Медіа».
З травня 2015 року по серпень 2016 року — співвласник компанії «Арт Пікчерс Віжн», співзасновник і генеральний продюсер «Арт Пікчерс Груп».
У 2016 році закінчив Вищі курси сценаристів і режисерів (майстерня Володимира Хотиненка), отримавши ще одну професію — режисера.
З 30 травня 2016 року — генеральний директор «СТС Медіа» і генеральний директор телеканалу СТС.
У квітні 2017 нагороджений медаллю Medaille d'Honneur MIPTV за внесок у глобальний телевізійний бізнес і став другим російським медіаменеджером (поряд з Костянтином Ернстом), удостоєним цієї нагороди.
З 26 липня 2017 року — голова опікунської ради премії «Медіа-менеджер Росії».
У липні 2018 року з ініціативи В'ячеслава Муругова в Москві вперше пройшов півфінал міжнародної премії International Emmy Awards.
З 2019 року — заступник генерального директора «Національної Медіа Групи» з розважального мовлення, президент «НМГ Студії».
Член Академії російського телебачення (з 2007 року), Спілки журналістів Росії, ради директорів Міжнародної академії телевізійних мистецтв і наук (англ. The International Academy of Television Arts & Sciences з липня 2018 роки), Ради Фонду кіно (з 2018 року).

### Громадська діяльність
У січні 2018 року зареєстрований довіреною особою Володимира Путіна на президентських виборах 18 березня 2018 року.

### Сім'я
Одружений з Євгенією Марковою (нар.. 26.11.1982), має двох синів і дочку.

## Нагороди
- 2004 рік — премія «ТЕФІ 2004» в номінації «Розважальна програма» за програму «Неблакитний вогник».
- 2007 рік — Наказом № 39 від 10 червня 2007 за підписом командувача військами Московського військового округу генерала армії Володимира Бакіна за клопотанням Московської суворовсько-Нахімовської співдружності за серіал СТС « Кадетство» В'ячеславу Муругова було присвоєно чергове військове звання старшого офіцерського складу «майор».
- 2008 рік — чотири премії «ТЕФІ 2008»: у номінаціях «Продюсер фільму / серіалу» і «Ситком» за телесеріал «Татусеві дочки», в номінації «Інформаційно-розважальна програма» за проєкт « Історії в деталях» і в номінації «Розважальна програма: гумор» за програму «Слава Богу, ти прийшов!»; Кінонагорода MTV Росія в номінації «Найкращий серіал» за телесеріал «Кадетство».
- 2009 рік — дві премії «ТЕФІ 2009» в номінації «Ситком» за серіал «Татусеві дочки» і в номінації «Телевізійна гра» за програму « Найрозумніший».
- 2010 рік — три премії « ТЕФІ 2010» в номінації «Ситком» за серіал « Вороніни», в номінації «Телевізійна гра» за програму "Брейн-ринг ", у номінації «Телевізійний документальний серіал» за проект « Історія російського шоу-бізнесу»; премія « Google Trend 2009» в номінації «Серіал року» за серіал «Маргоша».[26]
- 2011 рік — дві премії «Золотий Носоріг 2011» в номінації «Найкращий ситком» за серіал «Одного разу в міліції» і в номінації «Найкращий скетч» за програму «6 кадрів».[27]
- 2012 рік — три премії « ТЕФІ 2011» в номінації «Продюсер фільму / серіалу» за серіал «Закрита школа», в номінації «Найкращий комедійний серіал» за ситком "Світлофор " та в номінації «Продюсер телевізійних програм» за комедійне шоу «Одна за всіх».
- 2013 рік — премія Асоціації продюсерів кіно і телебачення за серіал «Кухня» — найкращий телевізійний серіал (більше 17 серій) 2012 року.
- 2014 рік — премія «ТЕФІ 2014» в номінації «Ситком» за серіал «Кухня»; дві премії Асоціації продюсерів кіно і телебачення за серіали «Молодіжка» — найкращий телевізійний серіал (більше 24 серій) 2013 року і «Кухня» — найкращий комедійний серіал 2013 року.
- 2015 рік — премія Асоціації продюсерів кіно і телебачення за серіал «Корабель» — найкращий телевізійний серіал (більше 24 серій) 2014 року; премія «Жорж» у номінації «Найкраща російська комедія» за фільм « Кухня в Парижі».
- 2016 рік — премія «ТЕФІ 2016» в номінації «Реаліті-шоу» за програму «Зважені люди»; премія Асоціації продюсерів кіно і телебачення за серіал « Кухня» — найкращий телевізійний комедійний серіал 2015 року; премія «Жорж» у номінації «Російський серіал року (комедія)» за серіал «Кухня».
- 2017 рік — премія «ТЕФІ 2017» в номінації «Телевізійний фільм / серіал» за серіал «Молодіжка»; Медаль Пошани (Médaille d'Honneur) за професійний внесок у телеіндустрію — нагорода найбільшого міжнародного ринку телевізійного та цифрового контенту MIPTV[28][29].
- 2018 рік — премія Асоціації продюсерів кіно і телебачення за серіал «Молодіжка» — найкращий телевізійний серіал (більше 24-ти серій) 2017 роки; премія «ТЕФІ 2018» в номінації «Телевізійна багатосерійна комедія / ситком» за серіал «Ульотний екіпаж».

## Творчі досягнення
| Фільми Продюсер 2010 — «Капітани» ( СТС ) 2010 — «Туман» ( Перший канал , СТС) 2012 — «Туман 2» (СТС) 2013 — «Останній бій» (СТС) 2014 — «Кухня в Парижі» (СТС) 2015 — «Батальон» 2015 — «Невловимі» (СТС) 2015 — «Невловимі: Останній герой» (СТС) 2016 — «Невловимі: Бангкок» (СТС) 2016 — «Невловимі: Джекпот» (СТС) 2017 — «Напарник» (СТС) 2018 — «Лід» (СТС) 2020 — «Лід 2» (СТС) 2020 — «Супутник» (СТС) Сценарист 2003 — «Четверте бажання» Актор 2017 — «Про кохання. Лише для дорослих» — кінорежисер у кафе (четверта новела) Телепрограми Продюсер и автор идеи грудень 2004 / січень 2005 — спеціальний проєкт «Неголубий вогник» ( REN-TV ) 2005 — «Дорога передача» (REN-TV) 2006 — «6 кадрів» ( СТС ) 2010 — «Історія російського шоу-бізнесу» (СТС) 2013 — «Історія російського гумору» (СТС) 2013 — «Обережно: діти!» (СТС) 2014 — «Поезія біта» (СТС) 2014 — «#Sтуденти» (СТС) 2016 — «FUNTастика» (СТС) Продюсер 2004 — "Факультет гумору "(REN-TV) 2006 — "Солдати. Навиворіт "(REN-TV) 2006 — «Слава Богу, ти прийшов!» (СТС) 2007 — «Ігри розуму» (СТС) 2007 — «Дзвінок» (СТС) 2007 — «СТС запалює суперзірку!» (СТС) 2007 — «Більше хороших жартів» (СТС) 2008 — «Найрозумніший» (СТС, з спецпроєкту «Найрозумніша миша» до кінця 2012 року) 2008 — «Цвіт нації» (СТС) 2008 — «Ліга націй» (СТС) 2008 — «Не може бути!» [ 30 ] (СТС) 2008 — «Дуже Російське ТБ» (СТС) 2009 — «Пісня дня» (СТС) 2009 — «Все по-дорослому!» (СТС) 2009 — «Даєш молодь!» (СТС) 2009 — «Хочу вірити!» (СТС) 2009 — «Відеобитва» (СТС) 2009 — «Шоу „Уральських пельменів“» (СТС, 1-74 випуски) 2009 — «Одна за всіх» ( Домашній , СТС, 1-7 сезони) 2009 — «Одні дому» (СТС) 2009 — «Велике місто» (СТС) 2009 — «Неоплачувана відпустка» (СТС) 2009 — «Російські тенори» (СТС) 2010 — «Хороші жарти» (СТС, 6 і 7 сезони) 2010 — «Ідеальний чоловік» (СТС) 2010 — «Сміх у великому місті» (СТС) 2010 — «Це моя дитина!» (СТС) 2010 — «Український квартал» (СТС) 2010 — «Випадкові зв'язку» (СТС) 2010 — «Їдемо та їмо» (СТС) 2011 — «З'їжте це негайно!» (СТС) 2011 — «Мосгорсмех» (СТС) 2011 — «Велика світська енциклопедія» (СТС) 2011 — «Нереальна історія» (СТС) 2011 — «Деталі. Новітня історія» (СТС) 2011 — «Люди Хе» (СТС) 2012 — «Валера TV» (СТС) 2012 — «Без вежі» (СТС) 2012 — «Знайомся, це мої батьки!» (СТС) 2012 — «Королева шопінгу» (СТС) 2012 — «Справжня любов» (СТС) 2012 — «Галілео» (СТС, з 984-го випуску) 2012 — «МясорУПка» (СТС) 2013 — «Центральний мікрофон» (СТС) 2013 — «Креативний клас» (СТС) 2013 — «МастерШеф» (СТС) 2014 — «Велике питання» (СТС) 2014 — «Сім'я 3D» (СТС) 2014 — «Ленінградський Stand-up клуб» (СТС) 2014 — «Рецепт на мільйон» (СТС) 2014 — «Все буде добре!» (СТС) 2015 — «Імперія ілюзій: Брати Сафронови» (СТС) 2015 — «Зважені люди» (СТС, 1 сезон) 2015 — «Це любов» (СТС) 2015 — «Мільйони в мережі» (СТС) 2016 — «Сезони любові» (Домашній) 2017 — «Успіх» (СТС) 2017 — «Новий рік, діти і все-все-все!» (СТС) 2018 — «Шоу вихідного дня» (СТС) 2018 — "Рогов. Студія 24 "(СТС) 2019 — «Справа була ввечері» (СТС) 2019 — «Рогов в місті» (СТС) 2019 — «Форт Боярд. Повернення» (СТС) 2019 — «Стендап Андеграунд» (more.tv) 2019 — «Формула краси» (СТС) 2020 — «Дітки-предки» (СТС) 2020 — «Світлі новини» (СТС) 2020 — «Миша псує все» (СТС) 2020 — «Рогов дому» (СТС) 2020 — «#Вмаскешоу» (more.tv) 2020 — «Галілео з Володимиром Марконі і данин Крастером» (СТС) 2020 — «Рогов в справі» (СТС) 2020 — «Повний блекаут» (СТС) Сценарист 1997 — "Добрий вечір з Ігорем Угольникова "( РТР ) 1998—1999 — «Ранкова пошта» ( ОРТ ) 1999—2000 — «Пісня року» (ОРТ) 1999—2000 — «Армійський магазин» (ОРТ) Документальні фільми Продюсер 2012 — «Клініка зірок» (СТС) 2012 — «Планета Залізяка» (СТС) 2012 — «Рятуйся хто може» (СТС) 2012 — «Мода на „проти“» (СТС) | Телесериалы Продюсер, автор идеи и актёр 2001 — «FM і хлопці» (РТР і Югра ) — Слава Фелінін (серія 26 «Команда»); Микола Степанович Барсюков, директор культурного центру (серія 63 «Ефір, знову ефір») 2001 — «Писаки» (ДТВ і Югра) — бізнесмен, власник газети «Крижопільський комерсант» (серія 6) Продюсер та автор ідеї 2004 — «Афромосквич» (REN-TV) 2004 — 2007 — «Солдати» (REN-TV, 1-12 сезони) 2005 — «Студенти» (REN-TV) 2005 — «Туристи» (REN-TV) 2005 — «Фірмова історія» (REN-TV) 2006 — «Кадетство» (СТС) 2007 — «Татусеві дочки» (СТС) 2008 — «Ранетки» (СТС) 2008 — «Я лечу» (СТС) 2009 — «Кремлівські курсанти» (СТС) 2010 — «Галигін.ru» (СТС) 2010 — «Стройбатя» ( ДТВ ) 2011 — «Останній акорд» (СТС / СТС Love) 2011 — «Метод Лаврової» (СТС) 2011 — «Амазонки» (СТС) 2012 — «Вісімдесяті» (СТС) 2012 — «Дитинка» (СТС) 2012 — «Геймери» (СТС) 2013 — «Останній з Магікян» (СТС) 2013 — «Молодіжка» (СТС) 2015 — «Лондонград» (СТС) Продюсер 2003 — «Герой нашого племені» (Перший канал) 2003 — «Капітан Правда» (REN-TV) 2006 — «Дідусь моєї мрії» (СТС) 2006 [ 31 ] — «Петя Великолєпний» (СТС) 2006 — «Тато на всі руки» (СТС) 2007 — «Дочки-матері» (СТС) 2007 — «Прапорщик, йо-майо!» (РЕН ТВ) 2008 — «Чемпіон» (СТС) 2008 — «Серцеїдки» (СТС) 2008 — «Крок за кроком» (СТС) 2009 — «Будинок шкереберть» (СТС) 2009 — «Маргоша» (СТС) 2009 — «Вороніни» (СТС, 1-14, 22-24 сезони) 2010 — «Любов та інші дурниці» (Домашній) 2010 — «Одного разу в міліції» (ДТВ) 2010 — «Іграшки» (СТС) 2010 — «Таке звичайне життя» (Домашній) 2010 — «Як я зустрів вашу маму» (СТС) 2010 — «Нанолюбов» (СТС) 2010 — «Аманда О» (СТС) 2011 — «Новини» (СТС) 2011 — «Світлофор» (СТС, 1-8 сезони) 2011 — «Закрита школа» (СТС) 2011 — «Фізика чи хімія» (СТС) 2011 — «Молодята» (СТС) 2012 — «Щоденник лікаря Зайцевої» (СТС) 2012 — «Смугасте щастя» (СТС) 2012 — «Поки цвіте папороть» (СТС) 2012 — «Кухня» (СТС) 2013 — «Янгол або демон» (СТС) 2013 — «Думай як жінка» (СТС) 2013 — «Супер Макс» (СТС) 2013 — «Два батька і два сина» (СТС) 2013 — «Вижити Після» (СТС) 2014 — «Корабель» (СТС) 2014 — «Неформат» (СТС) 2014 — «Темний світ: Рівновага» (СТС) 2014 — «Сімейний бізнес» (СТС) 2014 — «Анжеліка» (СТС) 2014 — «Любить — не любить» (СТС) 2015 — «Місяць» (СТС) 2015 — «Папа на виріст» (СТС) 2015 — «До смерті красива» (СТС) 2015 — «Принц Сибіру» (СТС) 2015 — «Квест» (СТС) 2015 — «Як я став російським» (СТС) 2015 — «Бретьор» ( 3+ ) 2016 — «Кістки» (СТС) 2016 — «Вічний відпустку» (СТС) 2016 — «Швидкі родичі» (СТС) 2017 — «Сплячі» (Перший канал) 2017 — «Павук» ( Че ) 2017 — «Втікач» (РЕН ТВ) 2017 — «Псіхологіні» (СТС) 2018 — «Команда Б» (СТС) 2018 — «Іванови-Іванови» (СТС, 2-4 сезони) 2018 — «Ульотний екіпаж» (СТС) 2018 — «Нова людина» (СТС) 2018 — «Велика гра» (СТС) 2018 — «СеняФедя» (СТС) 2019 — «Пекар і красуня» (СТС) 2019 — «90-ті. Весело і голосно» (СТС) 2019 — «Мами чемпіонів» (СТС) 2019 — «Здоровило» (СТС) 2019 — «Кухня. Війна за готель» (СТС) 2020 — «Філатов» (СТС) 2020 — «Коріння» (СТС) 2020 — «Чікі» (more.tv) 2020 — «Погнали» (СТС) 2020 — «Гості з минулого» (СТС) 2020 — «Псих» (more.tv) 2020 — «Родком» (СТС) 2020 — «Важкі підлітки (телесеріал)» (more.tv) (2 і 3 сезони) 2021 — «За годину до світанку» (more.tv, НТВ ) 2021 — «Happy end» (more.tv) 2021 — «Регбі» (more.tv, СТС) 2021 — «Десинхроноз» (фільм / серіал) (more.tv, СТС) 2021 — «Брати» (у виробництві) (more.tv) 2021 — «Чи готові на все» (у виробництві) (more.tv) 2021 — «Спадкоємці» (у виробництві) (more.tv) 2021 — «Ваша честь» (у виробництві) (more.tv) 2022 — «Калина» (у виробництві) (more.tv) 2022 — «Тесла» (у виробництві) (more.tv) 2022 — «Федерація» (у виробництві) (more.tv) 2021 — «Фішер» (у виробництві) (more.tv) Сценарист 1999 — «Прискорена допомога» (ОРТ) Мультсериалы Продюсер 2018 — «Царівни» ( СТС Kids ) 2019 — «Три кота» (СТС Kids, з 128-ї серії) 2019 — «Лекс і Плу. космічні таксисти» (СТС Kids) Сценарист 2003 — «Дятлоws» ( REN-TV ) |